# Silvanoprus angusticollis
Silvanoprus angusticollis es una especie de coleóptero de la familia Silvanidae.

## Distribución geográfica
Habita en Japón, Afganistán, y en el este de Estados Unidos.